# Хутір Біленького
Хутір Біленького — колишній хутір у Бистрицькій волості Бердичівського повіту Київської губернії та Скраглівській сільській раді Махнівського (Бердичівського) і Бердичівського районів Бердичівської округи.

## Населення
Відповідно до перепису населення СРСР 17 грудня 1926 року, чисельність населення становила 26 осіб, з них 14 чоловіків та 12 жінок; за національністю — 22 українці та 4 євреї. Кількість домогосподарств — 6.

## Історія
Час заснування — невідомий. До 1923 року входив до складу Бистрицької волості Бердичівського повіту Київської губернії. У 1923 році включений до складу Скраглівської сільської ради, котра, від 7 березня 1923 року, увійшла до складу новоствореного Бердичівського (згодом — Махнівський) району Бердичівської округи Київської губернії. Станом на 17 грудня 1926 року — в підпорядкуванні Скраглівської сільської ради Бердичівського району Бердичівської округи (х. Бєлкіна). Відстань до центру сільської ради, с. Скраглівка — 3 версти, до районного та окружного центру, міста Бердичів — 9 верст, до найближчої залізничної станції (Бердичів) — 11 верст.
Знятий з обліку населених пунктів до 1 жовтня 1941 року.